# الشعلة البشرية
الشعلة البشرية هو بطل خارق في مارفل كومكس من ابتكار ستان لي وجاك كيربي.ظهرت الشخصية لأول مرة في نوفمبر 1961.